# Фитна
يَسْأَلُونَكَ عَنِ الشَّهْرِ الْحَرَامِ قِتَالٍ فِيهِ ۖ قُلْ قِتَالٌ فِيهِ كَبِيرٌ ۖ وَصَدٌّ عَنْ سَبِيلِ اللَّهِ وَكُفْرٌ بِهِ وَالْمَسْجِدِ الْحَرَامِ وَإِخْرَاجُ أَهْلِهِ مِنْهُ أَكْبَرُ عِنْدَ اللَّهِ ۚ وَالْفِتْنَةُ أَكْبَرُ مِنَ الْقَتْلِ ۗ وَلَا يَزَالُونَ يُقَاتِلُونَكُمْ حَتَّىٰ يَرُدُّوكُمْ عَنْ دِينِكُمْ إِنِ اسْتَطَاعُوا ۚ وَمَنْ يَرْتَدِدْ مِنْكُمْ عَنْ دِينِهِ فَيَمُتْ وَهُوَ كَافِرٌ فَأُولَٰئِكَ حَبِطَتْ أَعْمَالُهُمْ فِي الدُّنْيَا وَالْآخِرَةِ ۖ وَأُولَٰئِكَ أَصْحَابُ النَّارِ ۖ هُمْ فِيهَا خَالِدُونَ
Фи́тна (араб. فِتْنَة‎ — смута) — арабское слово означающее хаос, смуту.

## История
Первоначально слово «фитна» относилось к переработке металла для удаления шлака. Оно часто используется для обозначения первой исламской гражданской войны, вспыхнувшей после убийства в 656 году халифа Усмана ибн Аффана. Второй фитной обычно называют конфликт между Омейядами и Алидами (683—685) за контроль над халифатом. Третьей фитной называется антиомейядская революция Аббасидов (744—750). Четвёртая фитна — гражданская война между аль-Амином и аль-Мамуном (809—827).
Слово фитна упоминается в Коране в 217 аяте суры Аль-Бакара. Аят повествует о походе Нахля, когда мусульмане захватили и убили несколько мекканских многобожников в запретный месяц. Переводчики переводят это слово как искушение, многобожие, соблазн, гнёт и смута.
В исламской эсхатологии приход Даджаля (Антихриста) является величайшей фитной на земле. Даджаль будет править на земле, творить чудеса, ввергать людей в ад и рай. Даджаль будет называть себя мессией и поведёт за собой множество людей.
Вместилище фитны — дунья (земная жизнь): в ахирате (загробной жизни) фитны нет.
В современной арабо-исламской политической культуре термин «фитна», наряду с религиозным значением, имеет и нерелигиозный политический смысл и применяется в отношении различных протестных политических выступлений.

## Комментарии
1. ↑  Кулиев Э. Коран. Перевод смыслов
2. ↑  Османов М-Н. Коран.
3. ↑  Крачковский И. Ю. Коран.
4. ↑  Пороховой В. М. Коран
5. ↑  Если Даджаль ввергнет человека в рай, то этот человек на самом деле окажется в аду, и наоборот.